# Mont Uenshiri
Le mont Uenshiri (ウエンシリ岳, Uenshiri-dake) est l'une des montagnes des monts Kitami. Culminant à 1 142 m d'altitude, il est situé aux limites des villes de Nishiokoppe, Shimokawa et Takinoue en Hokkaidō au Japon.